# Torrent del Casalot

El Torrent del Casalot, respecte del terme de Granera

El torrent del Casalot és un torrent del terme municipal de Granera, al Moianès.
Està situat a la zona sud-oriental del terme, al sud-est de la masia de Salvatges i a ponent del lloc on hi ha les restes del Casalot de Coll d'Ases. És afluent per la dreta de la capçalera del torrent de Coll d'Ases, amb el qual forma el torrent de Salvatges quan s'uneixen. Es forma a prop i al sud-oest de les restes del Casalot de Coll d'Ases, des d'on davalla cap a l'oest, amb una lleugera desviació cap al nord. Al cap d'uns 500 metres s'uneix amb el torrent de Coll d'Ases per formar el torrent de Salvatges just a llevant de la Baga del Salamó.